# Volby prezidenta USA 1996

Volební hlasy podle státu. Modrá je Bill Clinton (demokrat). Červená je Bob Dole (republikán).

Prezidentské volby v USA v roce 1996 se konaly 5. listopadu 1996. Hlavními kandidáty byli Bill Clinton a Bob Dole. Zvítězil Bill Clinton, který získal 49,2% hlasů (Bob Dole 40,7%) a 379 z 538 volitelů (Bob Dole jich získal 159).

## Graf volebních výsledků

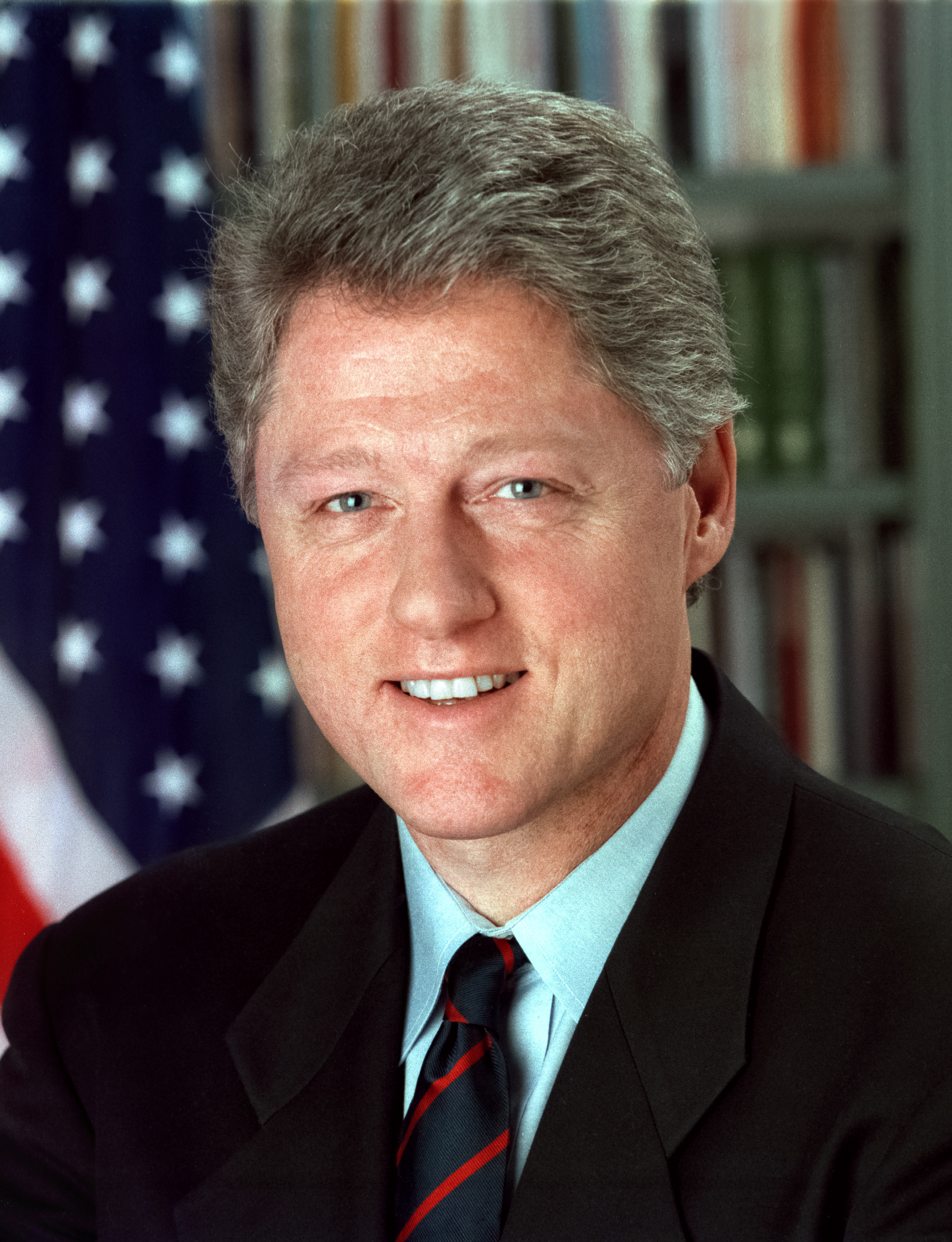
Bill Clinton (42. Prezident USA)
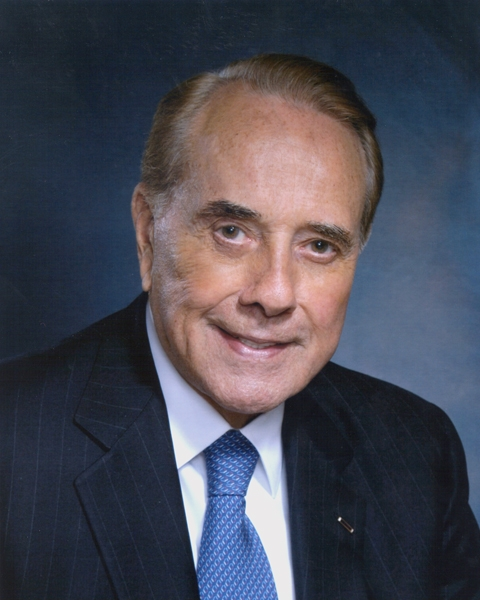
Bob Dole
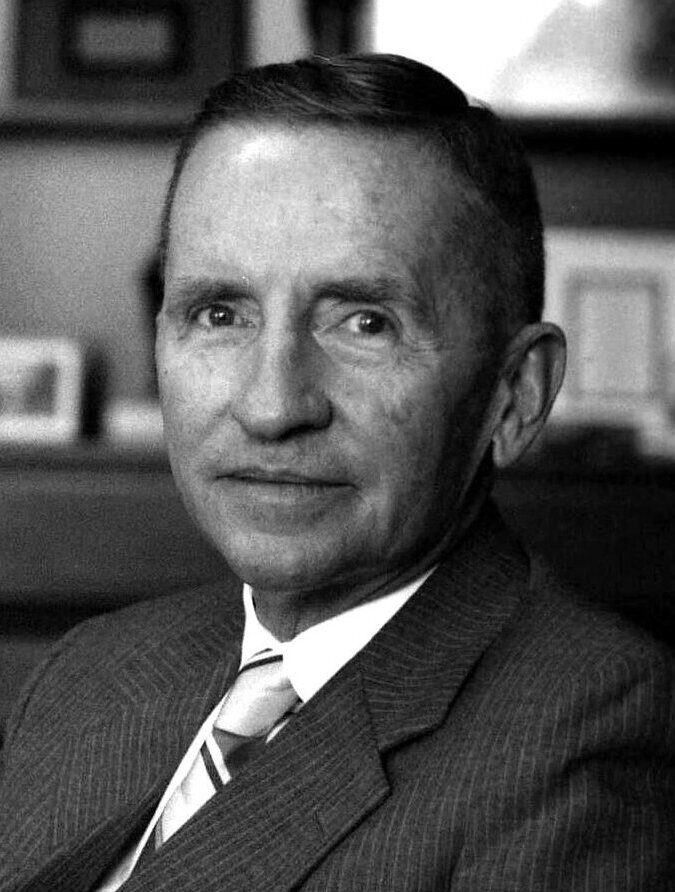
Ross Perot

## Kampaň
V prezidentských volbách 1996 se Bill Clintonu postavil republikán Bob Dole, přes negativní kampaň Clinton vyhrál v poměru 49% : 41% hlasů voličů a 379 : 159 hlasů volitelů. Ve svém druhém volebním období zlepšil vztahy s republikány, za čtyři roky jeho reformy vytvořily 11 milionů nových pracovních míst. Díky iniciativě Billa Clintona se ze skupiny G7 stala G8 díky připojení Ruska. Jeho hospodářské reformy vedly k vyrovnaným či přebytkovým rozpočtům. Jeho druhé volební období poznamenala aféra s Monikou Lewinskou, když dokonce mu v roce 1998 mu hrozilo odvolání z funkce, poté co jako druhý prezident USA podstoupil proces zvaný impeachment (obžaloba). Při dalších prezidentských volbách podporoval svého viceprezidenta Ala Gora. V roce 2001 předal úřad G. W. Bushovi. Jak je zvykem založil ve svém domovském státě (Little Rock, Arkansas) svou prezidentskou knihovnu a nadaci pomáhající překonat rasové a náboženské rozdíly a podporující distribuci léků a rozvoj školství v rozvojových zemích světa.

## Volební výsledky
| Kandidát            | Politická strana    | Domovský stát       | Hlasování           | Hlasování           | Počet volitelů | Spolukandidát   | Domovský stát    | Počet volitelů |
| Kandidát            | Politická strana    | Domovský stát       | Počet hlasů         | Hlasy v %           | Počet volitelů | Spolukandidát   | Domovský stát    | Počet volitelů |
| ------------------- | ------------------- | ------------------- | ------------------- | ------------------- | -------------- | --------------- | ---------------- | -------------- |
| Bill Clinton        | Demokrat            | Arkansas            | 47 401 185          | 49,24%              | 379            | Al Gore         | Tennessee        | 379            |
| Bob Dole            | Republikán          | Kansas              | 39 197 469          | 40,71%              | 159            | Jack Kemp       | New York         | 159            |
| Ross Perot          | Reformní strana USA | Texas               | 8 085 294           | 8,40%               | 0              | Pat Choate      | Washington, D.C. | 0              |
| Ralph Nader         | Zelený              | Connecticut         | 684 871             | 0,71%               | 0              | -               |                  | 0              |
| Harry Browne        | Libertarián         | Tennessee           | 485 759             | 0,50%               | 0              | Jo Jorgensenová | Jižní Karolína   | 0              |
| Howard Phillips     | Konstituční strana  | Virginie            | 184 656             | 0,19%               | 0              | Herb Titus      | Oregon           | 0              |
| Ostatní             | Ostatní             | Ostatní             | 113 667             | 0,13%               | -              |                 |                  | -              |
| Celkem              | Celkem              | Celkem              | 96 277 634          | 100%                | 538            |                 |                  | 538            |
| Potřebných na výhru | Potřebných na výhru | Potřebných na výhru | Potřebných na výhru | Potřebných na výhru | 270            |                 |                  | 270            |

## Volební demografie
| Celkem hlasů                      | 49 | 41 | 8  | 100 |
| Strany a ideologie                |    |    |    |     |
| Liberální republikáni             | 44 | 48 | 9  | 2   |
| Umírnění republikáni              | 20 | 72 | 7  | 13  |
| Konzervativní republikáni         | 6  | 88 | 5  | 21  |
| Liberální nezávislí               | 58 | 15 | 18 | 4   |
| Umírnění nezávislí                | 50 | 30 | 17 | 15  |
| Konzervativní nezávislí           | 19 | 60 | 19 | 7   |
| Liberální demokraté               | 89 | 5  | 4  | 13  |
| Umírnění demokraté                | 84 | 10 | 5  | 20  |
| Konzervativní demokraté           | 69 | 23 | 7  | 6   |
| Pohlaví a rodinný stav            |    |    |    |     |
| Ženatí muži                       | 40 | 48 | 10 | 33  |
| Vdané ženy                        | 63 | 28 | 7  | 33  |
| Svobodní muži                     | 49 | 35 | 12 | 15  |
| Svobodné ženy                     | 62 | 28 | 7  | 20  |
| Rasy                              |    |    |    |     |
| Bílí Američané                    | 43 | 46 | 9  | 83  |
| Afroameričané                     | 84 | 12 | 4  | 10  |
| Hispánci                          | 72 | 21 | 6  | 5   |
| Asiaté                            | 43 | 48 | 8  | 1   |
| Náboženství                       |    |    |    |     |
| Bílí protestanti                  | 36 | 53 | 10 | 46  |
| Katolíci                          | 53 | 37 | 9  | 29  |
| Židé                              | 78 | 16 | 3  | 3   |
| Znovuzrození                      | 26 | 65 | 8  | 17  |
| Věk                               |    |    |    |     |
| 18–29 let                         | 53 | 34 | 10 | 17  |
| 30–44 let                         | 48 | 41 | 9  | 33  |
| 45–59 let                         | 48 | 41 | 9  | 26  |
| 60 a více let                     | 48 | 44 | 7  | 24  |
| Vzdělání                          |    |    |    |     |
| Základní vzdělání                 | 59 | 28 | 11 | 6   |
| Absolvent střední školy           | 51 | 35 | 13 | 24  |
| Některé vysoké školy              | 48 | 40 | 10 | 27  |
| Prestižní vysoké školy            | 44 | 46 | 8  | 26  |
| Postgraduální vzdělávání          | 52 | 40 | 5  | 17  |
| Rodinný příjem                    |    |    |    |     |
| Pod $15 000                       | 59 | 28 | 11 | 11  |
| $15 000–$29 999                   | 53 | 36 | 9  | 23  |
| $30 000–$49 999                   | 48 | 40 | 10 | 27  |
| Více než $50 000                  | 44 | 48 | 7  | 39  |
| Více než $75 000                  | 41 | 51 | 7  | 18  |
| Více než $100 000                 | 38 | 54 | 6  | 9   |
| Regiony                           |    |    |    |     |
| Východ                            | 55 | 34 | 9  | 23  |
| Středozápad                       | 48 | 41 | 10 | 26  |
| Jih                               | 46 | 46 | 7  | 30  |
| Západ                             | 48 | 40 | 8  | 20  |
| Velikost společenství             |    |    |    |     |
| Počet obyvatel větší než 500 000  | 68 | 25 | 6  | 10  |
| Obyvatelstvo od 50 000 do 500 000 | 50 | 39 | 8  | 21  |
| Předměstí                         | 47 | 42 | 8  | 39  |
| Venkovské oblasti, města          | 45 | 44 | 10 | 30  |